# Belgique au Concours Eurovision de la chanson 1984
La Belgique a participé au Concours Eurovision de la chanson 1984 le 5 mai à Luxembourg-Ville au grand-duché du Luxembourg. C'est la 29e participation belge au Concours Eurovision de la chanson.
Le pays est représenté par le chanteur Jacques Zegers et la chanson Avanti la vie, sélectionnés par la Radio-télévision belge de la Communauté française (RTBF) au moyen d'une finale nationale.

## Sélection

### Finale nationale - Eurovision 1984
Le radiodiffuseur belge pour les émissions francophones, la Radio-télévision belge de la Communauté française (RTBF), organise une finale nationale intitulée Finale nationale - Eurovision 1984 pour sélectionner l'artiste et la chanson représentant la Belgique au Concours Eurovision de la chanson 1984.
La finale nationale belge a lieu le 2 mars 1984 aux studios de la RTBF à Bruxelles. Les chansons y sont toutes interprétées en français, l'une des trois langues officielles de la Belgique.
Dix artistes et leurs chansons respectives ont participé à la sélection. Marianne Croix, l'une des participantes à cette finale, participerait en 1987 à la sélection allemande avec la chanson Ich fliege zu dir.
Lors de la finale nationale, c'est la chanson Avanti la vie, écrite par Henri Seroka et composée et interprétée par le chanteur Jacques Zegers, accompagné du chef d'orchestre Jo Carlier, qui fut choisie.

#### Finale
La finale nationale a eu lieu le 2 mars 1984. Le vote se fait par un jury professionnel et un sondage effectué auprès du public. Seules les quatre premières chansons du classement furent annoncées.
| Ordre | Artiste           | Chanson                | Place |
| ----- | ----------------- | ---------------------- | ----- |
| 1     | Marianne Croix    | En écoutant Mahler     | -     |
| 2     | Albert Delchambre | Traîner en ville       | -     |
| 3     | Anne-Marie du Bru | Voyage                 | -     |
| 4     | Formule II        | Merci à la vie         | 3     |
| 5     | Martine Laurent   | Y'a des amours heureux | 2     |
| 6     | Jo Lemaire        | Hymne à l'amour        | -     |
| 7     | Léonil McCormick  | Donnez-moi des ailes   | -     |
| 8     | Nightforce        | Lance un SOS           | -     |
| 9     | Franck Olivier    | L'amour est fort       | 4     |
| 10    | Jacques Zegers    | Avanti la vie          | 1     |

## À l'Eurovision

### Points attribués par la Belgique
| 12 points | Irlande     |
| 10 points | France      |
| 8 points  | Danemark    |
| 7 points  | Suède       |
| 6 points  | Allemagne   |
| 5 points  | Suisse      |
| 4 points  | Turquie     |
| 3 points  | Espagne     |
| 2 points  | Royaume-Uni |
| 1 point   | Norvège     |

### Points attribués à la Belgique
| 12 points             | 10 points             | 8 points             | 7 points  | 6 points |
| --------------------- | --------------------- | -------------------- | --------- | -------- |
| - France - Luxembourg | - Finlande - Portugal | - Pays-Bas           |           |          |
| 5 points              | 4 points              | 3 points             | 2 points  | 1 point  |
| - Turquie             | - Allemagne           | - Autriche - Norvège | - Espagne | - Italie |

Jacques Zegers interprète Avanti la vie en 8e position lors de la soirée du concours, suivant Chypre et précédant l'Irlande.
Au terme du vote final, la Belgique termine 5e — à égalité avec l'Italie — sur les 19 pays participants, ayant reçu 70 points au total de la part de onze pays différents,.